# Marsdenia hamiltonii
Marsdenia hamiltonii är en oleanderväxtart som beskrevs av Robert Wight. Marsdenia hamiltonii ingår i släktet Marsdenia och familjen oleanderväxter. Inga underarter finns listade i Catalogue of Life.